# Racowie
Racowie (od Rac – stpol. Serb) – lekka jazda najemna, utworzona w XIV wieku na Węgrzech, werbowana spośród Serbów zamieszkujących węgierską Dalmację oraz Baczkę i Banat. Formację tę rozwijał szczególnie Maciej Korwin.
Po klęsce zadanej przez Turków na Kosowym Polu w 1389 roku i opanowaniu przez nich państw bałkańskich, racowie szukali miejsca dla siebie w chrześcijańskiej części Europy, dla kontynuowania tam walki z najeźdźcami. Do Polski przybyli pod koniec XV wieku. Wyróżnili się m.in. w bitwie pod Kleckiem w 1506 roku i pod Orszą w 1514 roku.
Zbrojne wyposażenie raców stanowiło drzewo (rodzaj lekkiej kopii), szabla typu węgierskiego oraz wysoka, drewniana tarcza w kształcie wypukłego i ściętego z lewej strony prostokąta (co zapewniało lepszą widoczność). Dosiadali małych zwinnych koni. Było to tzw. uzbrojenie po usarsku. Racowie byli protoplastami późniejszej polskiej husarii.